# Albany (Oregon)
Albany és una ciutat dels Estats Units situada als comtats de Linn (del qual n'és la seu de comtat) i Benton, a l'estat d'Oregon. L'any 2000 tenia 40.852 habitants i una densitat poblacional de 993,3 persones per km².

## Demografia
Segons l'Oficina del Cens en 2000 els ingressos mitjans per llar en la localitat eren de $39.409, i els ingressos mitjans per família eren $46.094. Els homes tenien uns ingressos mitjans de $36.457 enfront dels $24.480 per a les dones. La renda per capita per a la localitat era de $18.570. Al voltant de l'11,6% de la població estaven per sota del llindar de pobresa.[3]